# Dictionary of Welsh Biography
Das Dictionary of Welsh Biography (DWB) oder The Dictionary of Welsh Biography Down to 1940 und The Dictionary of Welsh Biography, 1941 to 1970 ist ein biografisches Nachschlagewerk, das als Online-Datenbank zugänglich ist. Darin werden Personen walisischer Herkunft aufgeführt, die in über 17 Jahrhunderten signifikante Beiträge zur walisischen Kultur geleistet haben. Die ersten Bände wurden 1959 veröffentlicht. Heute wird das Nachschlagewerk als freie Onlineressource zur Verfügung gestellt.

## Ursprung
Robert Thomas Jenkins war Assistant Editor, dann Joint Editor des walisisch Y Bywgraffiadur Cymreig und dessen englischsprachigen Gegenstückes, des Dictionary of Welsh Biography. Er verfasste mehr als 600 Einträge. Sein Mitherausgeber war John Edward Lloyd. Das Dictionary wurde jedoch erst 1959 herausgegeben, zwölf Jahre nach dessen Tod. Es trägt den Langtitel The Dictionary of Welsh Biography Down to 1940. Die Supplementbände sind betitelt The Dictionary of Welsh Biography, 1941 to 1970 (2001). Ursprünglich wurde es von der Honourable Society of Cymmrodorion herausgegeben und die neuen Ausgaben wurden von der University of Wales Press gemacht.
Das Dictionary of Welsh Biography Down to 1940 enthält etwa 4.900 Einträge Auf 1157 Seiten werden Karrieren und Erfolge von bekannten walisischen Männern und Frauen festgehalten, die sich ausgezeichnet haben, wodurch ein repräsentatives Porträt der walisischen Gesellschaft und Geschichte bis ins 20. Jahrhundert gezeichnet wird. Allerdings wurde niemand aufgenommen, der 1940 noch am Leben war; das Supplement The Dictionary of Welsh Biography, 1941 to 1970 nahm zusätzlich 600 Einträge auf 318 Seiten auf.

## Welsh Biography Online
Die Welsh Biography Online ist eine Onlineressource mit 4.325 Biographien von Geistlichen, Fürsten, Mitgliedern des Adels, Dichtern und Schriftstellern, Regierungsbeamten, Ministern, Künstlern, Sportlern, Arbeitern, Soldaten, Industriellen und Farmern.
Die Welsh Biography Online ist ein bilinguales Werk mit jedem Eintrag in Walisisch und Englisch. Die beiden Werke The Dictionary of Welsh Biography Down to 1940 und The Dictionary of Welsh Biography, 1941–1970 sind mit den drei walisischen  Werken Y Bywgraffiadur Cymreig hyd 1940, Y Bywgraffiadur Cymreig, 1941–1950 und Y Bywgraffiadur Cymreig, 1951–1970 verknüpft. Alle wurden ursprünglich von der Honourable Society of Cymmrodorion in London zwischen 1953 und 2001 veröffentlicht.
Die Idee zur Digitalisierung kam durch die häufigen Anfragen an die Mitarbeiter der National Library of Wales nach dem Dictionary in der Bibliothek. Die National Library of Wales hat eine andauernde und enge Verbindung mit dem Dictionary of Welsh Biography. Mehrere National Librarians haben als Herausgeber mitgewirkt und viele Mitarbeiter haben Herausgeber- und Forschungsarbeit für die Publikation geleistet.

## Mitarbeiter
- Idris Bell, Museumskurator, britischer Papyrologe und Spezialist für Welsh Literature[9]
- Emrys George Bowen, Geograph[10]
- Geraint Bowen, Dichter und Akademiker.[11]
- William Llewelyn Davies, Bibliothekar[12]
- Arthur Herbert Dodd, britischer Historiker[13]
- Mari Ellis, Schriftstellerin und Frauenrechtlerin[14]
- Thomas Iorwerth Ellis, Akademiker[15]
- Emrys Evans, walisischer Klassizist und Universitäts-Principal[16]
- Gwynfor Evans Politiker (1912–2005)[17]
- Idris Foster[18]
- William Havard, walisischer Bischof und Rugby Union Footballer[19]
- Edward Morgan Humphreys, britischer Journalist und Schriftsteller.[20]
- David Jenkins, Bibliothekar[21]
- Robert Thomas Jenkins, Historiker[22]
- Bedwyr Lewis Jones, Literaturkritiker und Linguist[23]
- David Gwenallt Jones, Dichter und Kritiker[24]
- Evan David Jones, Bibliothekar[25]
- John Edward Lloyd, Historiker[26]
- John Morgan Lloyd, Musiker[27]
- Peter Lord, britischer Kunsthistoriker[28]
- David Mathew, englischer Bischof und Historiker[29]
- Roland Mathias, Schriftsteller[30]
- Derec Llwyd Morgan, University Vice-Chancellor[31]
- Frederick John North, Geologe und Museumskurator[32]
- John Dyfnallt Owen, Dichter und Geistlicher[33]
- Thomas Parry, Schriftsteller und University Vice-Chancellor[34]
- Iorwerth Peate, Schriftsteller; Gründer des Welsh Folk Museum[35]
- Watkin William Price, Pädagoge und Forscher[36]
- Brinley R. Rees klassischer Historiker[37]
- Thomas Richards (1878–1962), Historiker, Schriftsteller und Bibliothekar[38]
- Brynley Francis Roberts (1931-), Schriftsteller[39]
- Lawrence Thomas, Archdeacon[40]
- David Williams, Historiker[41]
- Glanmor Williams, Historiker[42]